# Historia de la aviación en Honduras
Honduras fue el segundo país Centroamericano en adquirir un aeroplano, después de Guatemala. Ya se tenía conocimientos de aparatos que desafiaban la gravedad, como los ingeniosos globos de aire caliente o “cigarros volantes”, los mismos zepelines entre ellos el “Kraft” cruzó los cielos hondureños siguiendo hacia el sur con dirección a América del Sur. Pero, no fue hasta 1919 terminada ya la Primera Guerra Mundial donde se demostraría que los ejércitos que empleaban una fuerza aérea, contaban con una importante rama tanto para la ofensiva, como para la defensa.

## Aviones y la primera guerra civil hondureña
En 1919 sucedió en el país la primera guerra civil de Honduras o “Revolución del 19” en la cual de sus batallas intestinas surgieron caudillos y líderes políticos y militares con el afán de convertir al país en una potencia dentro del istmo centroamericano. En 1920 siendo presidente en funciones de la república de Honduras, el general Rafael López Gutiérrez indiscutible vencedor de la “Revolución del 19” el que compraría del Reino Unido los primeros aviones para una rama armada aérea. El primer avión comprado por la administración hondureña fue el Bristol F-2B Fighter que fue traído en barco y armado para estar listo y como en el país no había aviadores, el gobierno se preocupó por encontrar a experimentados y capaces aviadores, con el fin de instruir a los nacionales, entre ellos se contrató al canadiense y veterano de la primera gran guerra y mercenario, capitán Dean Iván Lamb que voló el “Bristol” sobre los cielos de la ciudad capital Tegucigalpa un 18 de abril de 1921; después, recorrería todo el territorio nacional para ser mostrado a los hondureños. Este primer avión recibió la designación “H-9” pintado a ambos lados del fuselaje. Debido a que los aparatos necesitaban un sitio donde despegar, aterrizar y estar resguardados, se estudió la geografía de la capital y se optó por preparar el terreno, denominado “Los llanos de Toncontín” para que funcionase como el primer aeródromo nacional, hoy es conocido como Aeropuerto Internacional Toncontín.

### Escuela Nacional de Aviación y aviadores italianos
En 1922 el señor Louis Stornaiola de origen italiano, trajo al país siete aviones británicos junto con un instructor aviador para establecer el servicio de correo aéreo, que estaba en auge. Además llegan al país los aviadores italianos Enrico Massi un expiloto de la Marina italiana, Giuseppe Villa (financista de la compras en el extranjero), los mecánicos de aviación Andonio di la Nocha y el joven Asterio Antonutti. Al año siguiente, 1923, el gobierno hondureño funda la primera Escuela Nacional de Aviación con fecha 15 de diciembre de ese año, un aeroplano voló sobre los cielos hondureños, guiado por el piloto norteamericano, Charles Maiss, viajando como pasajero, Abel Gamero Moncada en una exhibición para la recién fundada escuela, que para el año siguiente (1924) cuenta con tres aviones italianos, es así como se organizó un Ministerio de Guerra y Marina por parte del gobierno, que a su vez contrato al aviador italiano Luiggi Venditti, para que también diese mantenimiento a la aeronave "Bristol". Venditti, realizó varios vuelos utilizando el campo de Toncontín desde la planicie natural ubicada donde hoy son las instalaciones de la Fuerza Aérea Hondureña hasta el “Comedor Marina” y las instalaciones de la compañía “ESSO”. Por su parte el aviador José o Giuseppe Villa, fue otro de los precursores de la aviación hondureña, él realizó innumerables vuelos desde Toncontín, más tarde la flota de la escuela se ampliaría con otros cinco aviones más. El aviador Clarence H. Brown, quien se encargó de transportar el correo aéreo, en diferentes aviones como los “COUDRON” que fueron presa de las llamas en la Segunda guerra civil de Honduras de 1924 o conocida como la “Revolución Reinvindicatoria” donde se depuso al dictador general Rafael López Gutiérrez.
El primer aviador graduado hondureño fue Crescencio F. Gómez, pionero en pilotar un aparato volador.
El primer hondureño en graduarse de aviador en los Estados Unidos de América fue el piloto Lisandro Garay. En fecha 9 de agosto de 1931, el capitán Lisandro Garay efectuaría un recorrido aéreo entre Estados Unidos y Honduras, en el avión bautizado “Lempira”, pero al arribar al Cabo Hatteras jurisdicción del estado de Carolina del Norte, una fuerte tormenta le impidió continuar y descendió en el mar, permaneciendo aproximados 36 horas a la deriva, hasta ser rescatado por un barco de nacionalidad brasileña que navegaba cercano, Garay está registrado como el primer piloto de la historia en ser rescatado de la mar.
El capitán de aviación José Rafael Aguilar, conocido como “El Loco Aguilar, Orejitas”, fue el primer Hondureño en volar sobre el país, Aguilar realizó sus primeros vuelos de prueba sobre la pista de “Los Llanos” de Toncontín, en Tegucigalpa.

### Primera empresa aérea
Se tiene conocimiento que la primera empresa aérea que sobrevoló los cielos de Honduras, fue la ´´WANSA´´ fundada por un empresario emigrante chino Federico Yu-Shan, los vuelos conectaban San Pedro Sula, Tegucigalpa, La Ceiba y Juticalpa para ello usaron un pequeño avión de fabricación estadounidense, que habían adquirido previamente.

## La segunda guerra civil
En 1924 durante la Segunda guerra civil de Honduras o “Revolución Reivindicatoria” los comandantes revolucionarios: Doctor y general Tiburcio Carias Andino, General Vicente Tosta Carrasco y General Gregorio Ferrera, la emprendieron contra el declarado dictador general Rafael López Gutiérrez. En una de las batallas las tropas al mando del General Carias, sufrieron una derrota, a manos de las fuerzas gubernamentales en las colindancias de “Los Llanos de toncontín” o futuro aeropuerto de Toncontín. Después Tegucigalpa fue la primera capital de Latinoamérica en ser bombardeada a mano, desde las aeronaves gubernamentales y rebeldes, uno de los famosos lanzadores fue el piloto norteamericano Frank Brown. La guerra llegó a su fin debido a la intervención de la llegada de doscientos marines estadounidenses que vía Choluteca llegaron y militarizaron rápidamente la ciudad capital, seguidamente dieron paso a las conversaciones pacifistas en las que se llegó a nombrar como presidente al General Vicente Tosta Carrasco.

## Ley de aviación[5]
En 1930 se emitió la primera Ley de Aviación hondureña que organizaba y regulaba el tráfico aéreo, además a los aviadores, ordenaba la creación de pistas y demás estructuras para la nueva moda que había empezado.

## Fuerza aérea, TACA y la tercera guerra civil
El 14 de abril de 1931 siendo presidente el Doctor Vicente Mejía Colindres se emitió el Decreto Número 198 en el cual se ordenaba la creación de una Escuela Nacional de Aviación como parte del Ministerio de Guerra, Marina y Aviación, asimismo se incorporó el respectivo reglamento de aviación nacional.
Para ese entonces, se contrató a un as del airé como lo era el capitán de origen neozelandés Lowell Yerex, aviador y veterano de la Primera Guerra Mundial.
En 1931 durante la Tercera guerra civil de Honduras o "Revolución de los Traidores” los seguidores cariístas, propusieron para la defensa de Tegucigalpa, implementar su leal aviación, como lo habían hecho anteriormente en 1924. En este caso saldrían a la luz los nombres de los ases como el capitán Lowell Yerex ya que su participación fue decisiva durante la “revolución de las traidores” en el sentido de que los liberales no tomaran la capital en diciembre de 1932. Otros de los nombres de pilotos que sonaban eran los de Thomas Mcguire y Charles Maier, norteamericanos, sus trabajos fueron muy bien remunerados por Carias.
En el mismo año de 1931 que nace la compañía “TACA”, al mando del Capitán Lowell Yérex, teniendo sus oficinas y hangares principales en Toncontín.
Ya en 1932, durante el gobierno del Doctor y General Tiburcio Carias Andino, la Escuela Nacional de Aviación paso a denominarse bajo el nombre de Escuela de Aviación Militar (EAM).
Seguidamente el 24 de abril de 1933, el capitán Yeréx informó al ministro Lay, que Carias, le había encomendado la tarea de comprar tres aviones militares más y que sería la primera piedra de lo que sería una fuerza aérea. Yeréx viajó a los Estados Unidos portando 25,000 dólares para la adquisición de los aparatos y 500 dólares más para el mantenimiento. Honduras para 1933 contaba con aparatos Stinson Detroiter. Todo lo anterior sin realizarse un contrato firmado por Carias y Yeréx el 4 de febrero de 1935, Acuerdo n.º 118 en donde se expone que la Empresa TACA y el gobierno de Honduras, pactan que en caso de guerra u hostilidades, la empresa dispondrá de sus aviones a favor del estado de Honduras y que cobrara solo un 50% de la tarifa establecida.
En 1935, comienzas los vuelos de pasajeros de la aerolínea estadounidense Pan American Airlines, para ello realizó sus gestiones con el gobierno el Capitán Charles Lindbergh y además fundan una base de hidroaviones en San Lorenzo, Valle, para trasladar a pasajeros desde acá al aeropuerto de Toncontín. Ya en la misma década fue fundada en Honduras por el Capitán de origen neozelandés Lowell Yerex la empresa Transportes Aéreos de Centro América o TACA; a mediados del siglo XX el país no contaba con muchas carreteras pavimentadas, pero si con un buen número de pistas de aterrizaje en cada ciudad importante o municipio. Estos puentes aéreos fueron en detrimento cuando se construyeron las carreteras dentro del territorio nacional, y también debido a los problemas políticos y golpes de estado, fueron motivos porque la empresa TACA cambiase su sede hacia la república de El Salvador. Previamente en 1935 TACA, en Honduras disponía de unas ganancias netas de US$ 358,683.62 dólares y su inversión era de US$ 140,100.00 dólares y contaba con 21 aeronaves de su propiedad.

## Escuela militar de aviación y poderío aéreo hondureño
El 25 de febrero de 1936 la Escuela Nacional de Aviación pasó a ser la Escuela Militar de Aviación, más propio de una fuerza aérea y bajo su mando se propuso al mercenario estadounidense capitán William C. Brooks.  Honduras contaba con la fuerza aérea más fuerte y mejor dotada de Centroamérica, en 1938 en su inventario estaban registrados 23 aparatos, en 1941 fueron adquiridos tres aviones Fairchild los que fueron pilotados por Ernesto Espinoza y Guillermo Chirinos, ambos entrenados en los Estados Unidos de América.
En 1942 partieron hacia los Estados Unidos de América, los cadetes de la Escuela Militar de Aviación: Gustavo Morales, Hernán Acosta Mejía, Hiram Fiallos y Oswaldo López Arellano. De ellos Hernán Acosta Mejía se convertiría a su regreso en el primer hondureño nombrado Director de la Academia Militar de Aviación hondureña.
La Escuela Militar de Aviación de Honduras, estaba dirigida por el norteamericano Capitán Harold A. White, sustituto del capitán Malcolm Stewart, quien a su vez fue sustituto del capitán William C. Brooks, White renunciaría después y Stewart volvería a su anterior cargo de director de una escuela eficiente, gracias a la ayuda de los Estados Unidos y Honduras, quienes habían pactado los préstamos y arriendos desde 1942. En 1943 la Fuerza Aérea ya contaba con 18 aviones; 4 aviones de entrenamiento, 2 aviones tácticos, 12 aviones de carga, 8 pilotos, 5 cadetes y 34 mecánicos de aviación, entre ellos Roberto Ortiz Almendares quien ingresaría como soldado a la Fuerza Aérea Hondureña en 1941, enviado a especializarse en mecánica de aviación en Dallas, Texas y seguidamente a Tulsa, Oklahoma en los Estados Unidos de América, fue uno de los primeros en reparar los F-86Sabre en la década de los setenta.
Honduras presentaría su poder aéreo al istmo, cuando el presidente Doctor y general Tiburcio Carias Andino, ordenó en 1944, el bombardeo de la ciudad salvadoreña de Ahuachapán, supuestamente para prevenir la entrada hacia Honduras, de opositores radicados y armados en el El Salvador.

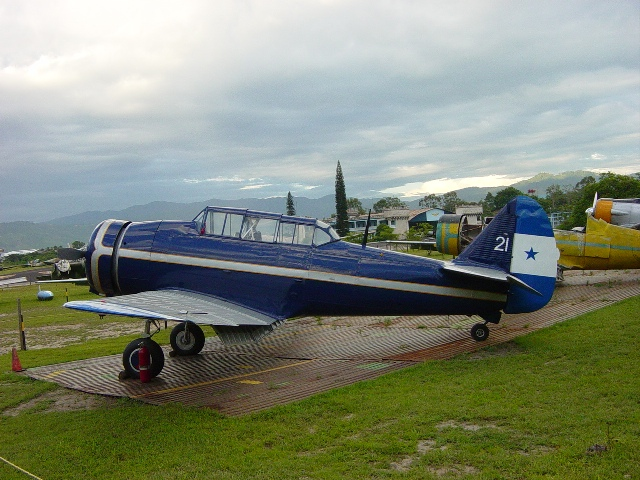
Avión NA-16 que operó para la FAH

### Segunda Guerra Mundial
Honduras tuvo su participación casi invisible, pero importante y aceptable durante la Segunda Guerra Mundial, el doctor y general Tiburcio Carias Andino en nota de diciembre de 1941 le declaró la guerra a la Alemania Nazi y a la Italia Fascista y se puso del lado de sus colaboradores aliados, la recién conformada Fuerza Aérea Hondureña contaba con aparatos North American NA-16 y Boeing 40 modificados para lanzar bombas, con los cuales patrullaba en misiones diarias sobre el Golfo de México y el cielo del Mar Caribe en busca de submarinos y buques nazis que se introducían acechantes hasta las costas del continente americano, la FAH comenzó sus patrujalles diarios desde 1942; un 24 de julio de ese año, mientras se volaba en una misión al atardecer, uno de los aviones de la FAH, avistó un submarino en la superficie que se sumergió inmediatamente. La aeronave le lanzó dos bombas de 60 libras cada una sin observarse resultado alguno. Otro reporte fue con fecha 3 de agosto la FAH sufrió su única baja “operacional” durante la guerra cuando un avión Stinson, modelo “O” Senior matrícula FAH-2 al mando del Teniente de Aviación Francisco Martínez García y en compañía del artillero Sargento Armando Murillo Díaz, desaparecieron sin dejar rastro, su búsqueda se realizó sin éxito alguno y se declaró que habían sido derribados por el enemigo.

## Línea Aérea SAHSA
Un 8 de octubre de 1945, abre operaciones la primera línea aérea bandera de Honduras, la SAHSA, con vuelos nacionales mediante los aviones Douglas DC-3 actualizándose después con modelos Douglas DC-6, Convair y Electra, hasta alcanzar los populares Boeing para realizar los corredores hacía la Isla de Isla de San Andrés, hacia la ciudad de Panamá, Ciudad de Guatemala, San Salvador y Belice, luego se extendió hasta Miami y México, la empresa funcionaba muy bien, en el transcurso de su historia tuvo varios accidentes aéreos en la década de los sesenta y ochenta, hasta su cierre por total ruina en 1994.
En 1945, un avión militar de combate costaba alrededor de US$ 250,000 (doscientos cincuenta mil dólares), en la actualidad un avión más moderno cuesta unos diez millones de dólares o más, dependiendo de los avances tecnológicos más avanzados. Un año después, en 1946 los Estados Unidos, no vendió a Carias Andino, los aviones North American T-6, debido a que el país norteamericano, insinuó que Honduras se estaba armando demasiado y que ya parecía el gobierno nicaragüense de Anastasio Somoza García y que tal aptitud, solo podría provocar hostilidades en la región. Pero en 1947, Estados Unidos terminó vendiendo los aviones AT-6, debido a que el agregado militar estadounidense en Tegucigalpa, informó al Departamento de Estado, que Honduras estaba negociando con México la compra de armamento. Tras la firma del Tratado de Río de Janeiro de 1947, el país recibiría varios aviones de combate, más modernos y que fueron pieza fundamental para formar la primera unidad de combate, asimismo en julio de 1947, el Coronel de Aviación Hernán Acosta Mejía, se convirtió en el primer hondureño en ocupar la comandancia y dirección de la Escuela Militar de Aviación, mismo que desempeñó hasta el 13 de mayo de 1955. 
Otro hecho recalcable es que en 1947 se funda la línea aérea hondureña Transportes Aéreos Nacionales (TAN), siendo directivos ejecutivos de la empresa los señores: Miguel Brooks, Arturo Aceituno, César Zelaya, José Salvador Aguilar y Aura Fiallos. La aerolínea abrió con corredores nacionales y después se expandió con vuelos hacia Miami y otros lugares de Centroamérica, la compañía cerro en 1991, debido a una crisis económica y al mal manejo.

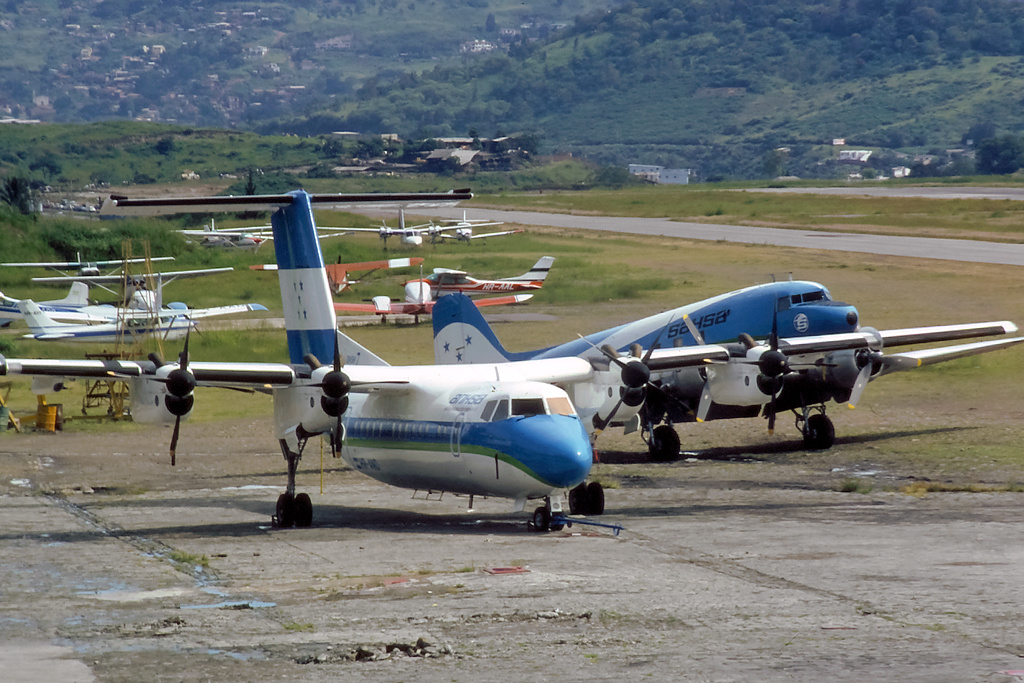
Aviones de la aerolínea bandera hondureña SAHSA

## Escuelas de armas
La Escuela Básica de Armas fue fundada en 1946, con el fin de entrenar a oficiales y solados hondureños, después, fue fundada Escuela de Clases y posteriormente la Escuela de Cabos y Sargentos que sustituyó al Cuerpo de Ametralladoras fundado en 1937; todas estas con la venía y patrocinio de misiones militares estadounidenses.
Al terminar 1949, la Escuela Militar de Aviación (EMA) había graduado a los primeros pilotos, entre ellos estaban: Antonio Banegas Araujo, Ernesto Colombo Espinoza, Ernesto E. Caraccioli, J. Elías Sánchez, Guillermo Chirinos Alonzo, Guillermo Flores Theresín, Francisco Martínez, Roberto R. Barahona y Rodolfo Heller.
La capital de la república hondureña, era sede de cinco unidades militares: La Guardia de Honor Presidencial (GHP), La Fuerza Aérea Hondureña (FAH), la Policía Nacional de Honduras (PN), el Cuartel de Veteranos y la guarnición del Cuartel San Francisco.
En 1954, la Fuerza Aérea se convirtió en un servicio independiente y cambió su nombre a Fuerza Aérea Hondureña FAH, asimismo la Escuela de Aviación Militar (EAM) adquirió el nombre del coronel de aviación Hernán Acosta Mejía, quien fue el primer hondureño comandante de la escuela y quien murió durante realizaba un vuelo el 13 de mayo de 1955.
Entre los días 7 y 27 del mes de marzo de 1956 y durante la presidencia del Contable Julio Lozano Díaz fueron adquiridos los aviones “Corsarios” Chance Vought F4U Corsair, para ser parte de la flota de caza-bombarderos de la FAH. Los aparatos se situaban en Lichtfield Park en el estado de Arizona, Estados Unidos de América debiendo volar desde aquel sitio, hasta Honduras, pasando por Veracruz, México hasta su destino final en los hangares de la Base “Capitán Roberto Raúl Barahona Lagos”, donde funcionaba la Escuela de aviación militar, es de hacer notar que el nombre fue cambiado por el de Base Aérea Coronel Hernán Acosta Mejía, posteriormente. Los pilotos de la hazaña, en volar desde los Estados Unidos, México, Honduras, fueron: Capitán Héctor Caraccioli Moncada, aparato n.º 600. Mayor Curtis Stewart, USAF, aparato n.º 601. Capitán Mario Enrique Chinchilla Carcamo, aparato n.º 602. Coronel Hardesty USAF, aparato n.º 603. Teniente coronel Armando Escalón Espinal, aparato no. 604. Capitán Francisco Pérez Aguilar, aparato n.º 605. Teniente Jesús Aguilar Cerrato, aparato n.º 606. Mayor Enrique Soto Cano, aparato n.º 607. Mayor Ramón Ciliezar Uclés, aparato n.º 608. El segundo grupo de cazas fue comprado en 1958, durante la administración del Doctor Ramón Villeda Morales, según el contrato realizado con el señor Bob Beam, quien voló hasta Honduras, pilotando el aparato n.º 611. Los demás pilotos fueron: Capitán René González, aparato n.º 612. Capitán José Serra Hernández, aparato n.º 613. En fecha 24 de marzo de 1960, el vuelo es efectuado por el Capitán Manuel Flores Theresin, aparato n.º 614 y el 22 de diciembre de 1961, lo hacen los pilotos: Teniente Martín Quan Rodríguez, aparato n.º 615. Capitán Carlos Gamundi Chavarría, aparato n.º 616. Teniente Rolando Figueroa Molina, aparato n.º 617, y Capitán Óscar Aquiles Moncada, aparato n.º 618.
En 1956 un Golpe de Estado perpetrado por el estado mayor castrense, termina con el gobierno del contable Julio Lozano Díaz, en el triunvirato se encuentran los oficiales del Estado Mayor de las Fuerzas Armadas de Honduras, General de infantería Roque Jacinto Rodríguez Herrera (1898-1981); quien fungía como Director de la Academia Militar General Francisco Morazán, el Coronel de aviación Héctor Caraccioli Moncada (1922-1975) Jefe de la Fuerza Aérea Hondureña y el Mayor e Ingeniero Roberto Gálvez Barnes (1925-1996) que fungió como ministro en el gabinete de Lozano Díaz.
Para 1957, después de un breve conflicto fronterizo con el vecino la república de Nicaragua llegaron nuevos aviones de combate, juntamente con nuevos equipos para afirmar su vida útil.
Siempre para utilizarlos como caza-bombarderos, fueron comprados los aviones tipo, Bell P-63E King Cobra. Uno de ellos el FAH 403 fue dañado al aterrizar en 1959, por lo que fue donado para su exhibición al Museo del Aire de Honduras mismo que fue concebido, ya que en los hangares se amontonaban las aeronaves y había que colocar a las más antiguas, algunas obsoletas y otras ya retiradas de su vida útil en un lugar adecuado para su conservación.
En 1963 el Coronel de Aviación Oswaldo López Arellano cadete de la FAH y graduado en la Fuerza Aérea estadounidense y miembro del Estado Mayor, mediante Golpe de Estado toma el control de Honduras retirando del gobierno al liberal doctor Ramón Villeda Morales, convirtiéndose así López Arellano en el primer militar aviador y jefe de Estado de Honduras, anteriormente estuvo como miembro asesor en la Junta Militar de Honduras 1956-1957; López Arellano fue pieza fundamental en la rápida contraofensiva hondureña en la Guerra hondureño-salvadoreña de 1969; nuevamente se elevaría a jefe de Estado en 1972 derrocando esta vez al gobierno conservador del abogado Ramón Ernesto Cruz Uclés.
Mediante Acuerdo EMH n.º 58 emitido el 16 de enero de 1964, la Jefatura de las Fuerzas Armadas creó la Comandancia General de la Rama Aérea y el Estado Mayor Aéreo. La Dirección de la Escuela Militar de Aviación fue separada de la Comandancia General, la organización de las Bases Aéreas Tácticas con su respectivo comandante y plana mayor. El Acuerdo n.º 59 de la misma fecha legalizó la organización de la Base Aérea Hernán Acosta Mejía. Mediante Acuerdo n.º 00297 fue creado la Base Aérea Armando Escalón Espinal.
En 1964 sobre la pista del aeropuerto de Toncontín, un Boeing 727-100 fue el primer avión jet de pasajeros que aterrizó siendo propiedad de la aerolínea Pan American Circa; dicha empresa ya concebía la idea de dejar de operar los aviones Douglas modelos DC-6 y DC-7 que eran bimotores de pistones y reemplazarlos por los novedosos modelos jet.
En fecha 31 de marzo de 1967 un avión C-54 con matrícula FAH 612 viajó hasta Vietnam del Sur con material humanitario, fue el vuelo más largo realizado por un aparato hondureño.

## Guerra del Fútbol o de las "Cien horas"
En 1965 trece países contaban con aviones supersónicos y en la década de los setenta, cuarenta y un países tenían en sus hangares aviones de reacción incluyendo a Honduras que los obtuvo para defender sus fronteras, debido a la guerra con la república de El Salvador en 1969.
El 14 de julio de 1969, el así llamado " El Guerra de las cien Horas " entre los vecinos de El Salvador y Honduras. Las tensiones comenzaron después de los dos partidos de fútbol para la Copa Mundial de Fútbol de México 70, después de los maltratos a las aficiones de los dos países en sus visitas de rigor según el calendario mundialista, las fricciones se fueron acumulando y es cuando el gobierno salvadoreño ordenó la invasión hacia territorio hondureño.
El 3 de julio de 1969, la Fuerza Aérea Hondureña (FAH) acusó que una avioneta Piper PA-28 de la Fuerza Aérea Salvadoreña (FAS) volara en misión de reconocimiento para el ejército salvadoreño. El 12 de julio de 1969, la Fuerza Aérea Hondureña (FAH) desplegó sus aviones hacia la ciudad de San Pedro Sula, donde esta la sede del Comando Norte de la FAH, que contaba con cuatro cazas F4U-4, un C-54, un T-28 y un C-185B, en este comando se prepararon las medidas de repeler o no un ataque. El 14 de julio del año en curso, las unidades del ejército salvadoreño invadieron Honduras y los aviones de la FAS hicieron ataques sobre puntos estratégicos donde se situaban las tropas hondureñas y concentraron sus bombardeos contra Tegucigalpa. Al día siguiente, la FAH organizó ataques de represalia contra el aeropuerto de Ilopango en la ciudad de San Salvador y en la refinería de petróleo situada en el puerto de Acajutla. Ese mismo día, un Mustang FAS y un Corsair atacaron el aeropuerto de Toncontín ocasionando algunos daños en los hangares de la base aérea próxima.
El avión más famoso en la Guerra del Fútbol honduro-salvadoreña, fue el FAH-609, un Corsario de la de la guerra de Corea que piloteo el Capitán Fernando Soto Henríquez alias “El Flaco” quien logró el derribo de 3 aviones, un Cavalier F-51 (FAS-404) al mando del Capitán Douglas Vladimir Varela Moreno, y dos FG-1D (FAS-202)(FAS-204) cada nave al mando del Capitán Salvador Cezeña y el Capitán Guillermo Reynaldo Cortés, respectivamente el 17 de julio de 1969. Convirtiéndose así, este en el último combate en una guerra convencional entre dos aviones de pistón en el mundo, el capitán “El Flaco” Soto en ser el único piloto en Latinoamérica en acreditarse 3 derribos en el continente Americano.

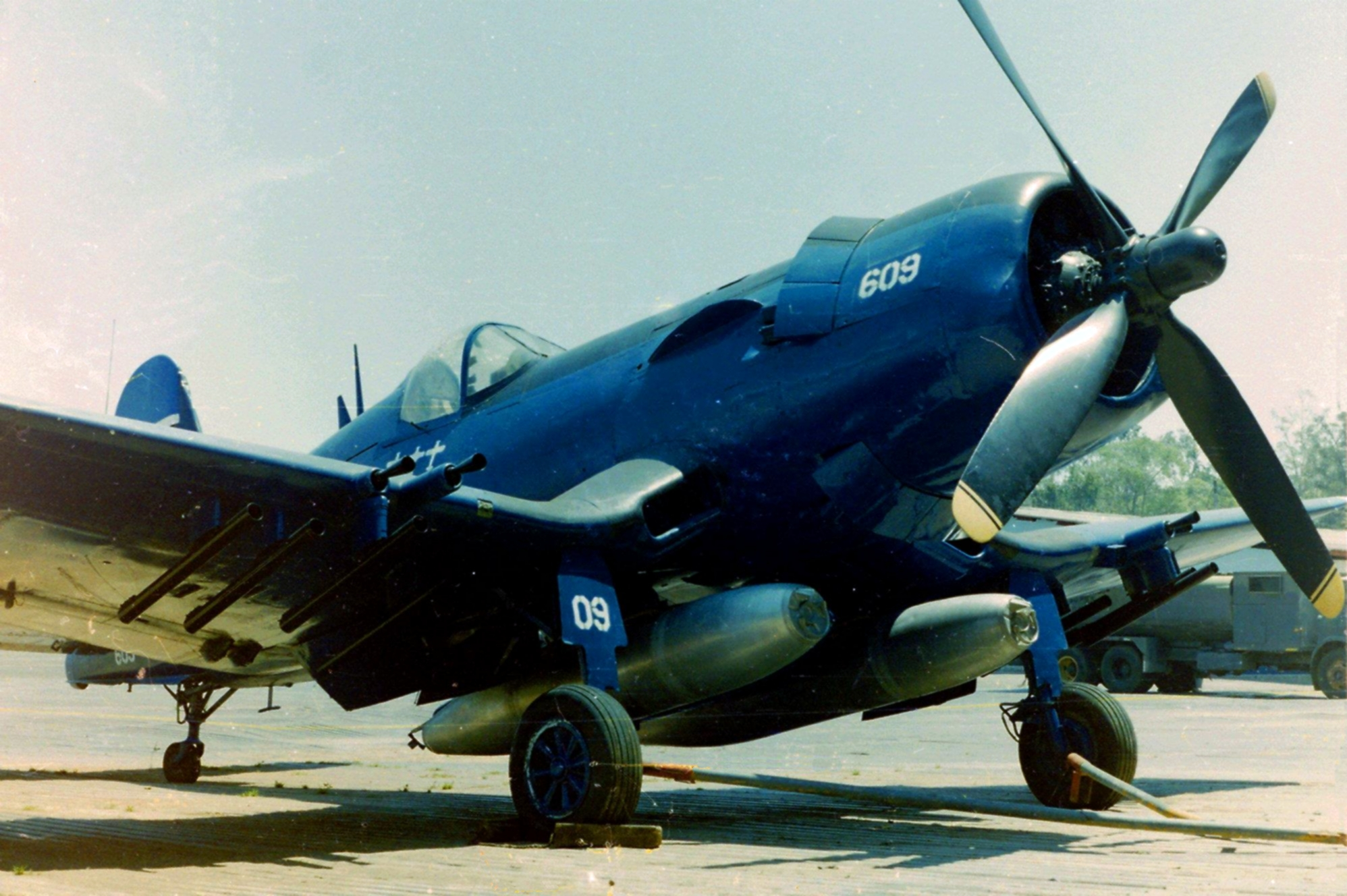
Caza Chance Vought Corsair F4u-5n, matrícula: FAH-609, usado por el héroe Soto en la "Guerra del Fútbol" en 1969.

El 18 de julio de 1969, la Organización de los Estados Americanos (OEA) intervino y ordenó un alto reciproco al fuego y la retirada de las tropas salvadoreñas de territorio hondureño, el gobierno salvadoreño se negó a cumplir y no fue sino hasta el 5 de agosto, atendiendo presión de la OEA, que El Salvador retiró definitivamente sus tropas de Honduras.

### Aviación civil
Entre las décadas de 1960 y 1990, Honduras, contaba con dos aerolíneas internacionales bandera, la empresa Servicios Aéreos Hondureños, S.A. o SAHSA y la empresa Transportes Aéreos Nacionales o TAN, estos conectaban al país con los demás países del istmo centroamericano, México, Estados Unidos y el Caribe. Estas empresas desaparecieron, quedando una pequeña empresa local Isleña Airlines con sus pequeños aparatos como línea aérea bandera.

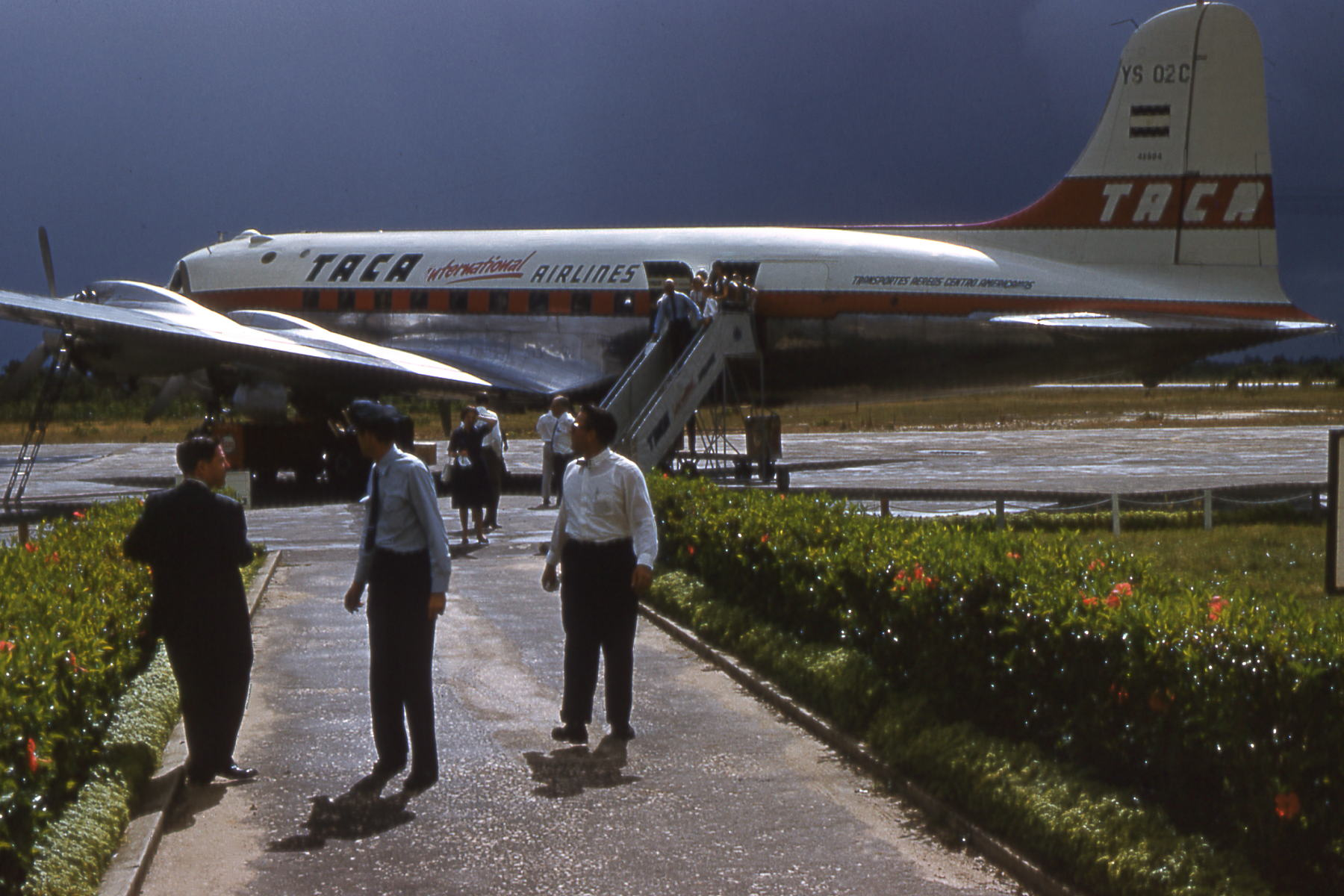
Uno de los DC-4 de TACA en el Aeropuerto de Toncontín, Tegucigalpa, Honduras

## Modernización de la FAH
Viendo los resultados de la Guerra de 1969 y los avances tecnológicos en aviación y para defender la soberanía nacional, el gobierno de Honduras, adquirió los primeros aparatos a reacción que fueron los F-86K que llegaron procedentes de Venezuela en el año de 1970 y fueron retirados del servicio en 1980. Inicialmente se les asignó la serie 1000 pero luego se cambiaron a 1100. De los seis modelos adquiridos, solo se pudieron armar cuatro; dos de ellos se encuentran en la Base aérea de San Pedro Sula, uno en la ciudad de La Ceiba y otro en el Museo del Aire de Honduras. Los versátiles Cessna A-37 Dragonfly, en 1974 arribaron seis unidades, los que fueron matriculados con: FAH 1000 hasta el 1018 cuando llegaron los últimos en 1982, haciendo un total de 18 caza-bombarderos. Estas naves fueron de la USAF y mantienen la norma y esquema de camuflaje y en 1976 arribo el Super Mystére "Sambad" de Israel y en el mismo año (1976) llegaron los aparatos estadounidenses a reacción CL-13B Mk4, versión del North American F-86E Sabre comprados en Yugoslavia siendo Honduras por segunda ocasión el primer país en la región en tenerlos activos. Asimismo, para mejor eficacia en el traslado de tropas, fueron comprados los Helicópteros del tipo Bell 414 y doce de los aviones tipo T-27 Embraer EMB 312 Tucano.
En 1974 tras el paso del Huracán Fifi-Orlene la FAH dio una amplia participación y ayuda ciudadana, asimismo en 1998, cuando sacudió al país el Huracán Mitch. En el mismo año 1974 como producto de un crecimiento institucional de la FAH, son creados las Bases Aéreas “Coronel Hernán Acosta Mejía” y “Coronel Armando Escalón Espinal” asimismo la Comandancia General de la Fuerza Aérea, Estado Mayor General Aéreo y la Academia Militar de Aviación son separadas de la Comandancia, con sede siempre en la ciudad de Tegucigalpa.
El Coronel de aviación Francisco Zepeda Andino es el primer hondureño en romper la "barrera del sonido" cuando pilota su caza F-86 K Sabre en 1976.
El 25 de octubre de 1978 fue inaugurada la Base Aérea Coronel Héctor Caraccioli Moncada.
Durante los próximos años la FAH intentó recibir más y modernos aviones y equipos adicionales pero fue en la década de 1980, cuando el principal aliado hondureño, como lo es los Estados Unidos de América apoyó a las fuerzas contras que lucharon contra el régimen sandinista en Nicaragua, para ello, tales fuerzas operaban desde bases en Honduras. En 1981 la Escuela Militar de Aviación se trasladó de Toncontín a Palmerola donde se entrenó con los aviones A-37, Tucanos T-27 y Caza C-101. Más tarde el 21 de mayo de 1985, el primer presidente de la era democrática en el país desde 1982, después de varios golpes militares, como lo fue el doctor Roberto Suazo Cordova se reunió con el presidente Ronald W. Reagan de los Estados Unidos y firmaron un comunicado conjunto en el que se modificaba el anexo del tratado de cooperación y Asistencia Militar desde 1954 entre los dos países. El nuevo acuerdo permitió a los Estados Unidos ampliar y mejorar sus instalaciones temporales en la Base Aérea de Palmerola en Comayagua y permiso para operar el Regimiento 1 y el Batallón 228 de Aviación del Ejército de los Estados Unidos a partir de esta base. 
La FAH se organizó mediante Acuerdo EMH 006 de fecha 23 de enero de 1985 en cuatro escuadrones operacionales en el país y la Escuela Militar de Aviación cambió su nombre por Academia Militar de Aviación en Tegucigalpa.
El 13 de septiembre de 1985 a las 10:00 horas, un avión a reacción Sabre de la Fuerza Aérea de Honduras interceptó y derribó un helicóptero de la Fuerza Aérea sandinista nicaragüense, que había pasado la frontera; inmediatamente el alto mando del Ejército Popular Sandinista ordenó la pronta movilización de tropas terrestres, navíos en el Mar Caribe y Fuerza aérea con el fin de repeler un ataque hondureño, en cambio las Fuerzas Armadas de Honduras emitieron un boletín de alerta, ambos países se reunieron y resolvieron las tensiones que casi provocan una nueva guerra.
Nuevamente la FAH se colocó en primer lugar de los países Centroamericanos cuando el 28 de diciembre de 1987 en la presidencia del ingeniero José Simón Azcona del Hoyo fueron adquiridos los mortíferos caza-bombardero, diez aviones F-5E Tiger II y dos F5-F Tiger, capaces de llegar a Mach 1.5 y de proveerse de un arsenal letal, los primeros pilotos hondureños en probar estos nuevos aviones fueron el capitán Gustavo Lanza Lagos y el subteniente Luis Velasco Rheinbold. Honduras debía prepararse, debido a la amenaza armamentista de las Fuerza Aérea Nicaragüense, que habían adquirido helicópteros Mi-24 de fabricación soviética. Este hecho promovió a que las academias militares de aviación de Honduras, contaran con estudiantes de otros países de Latinoamérica.

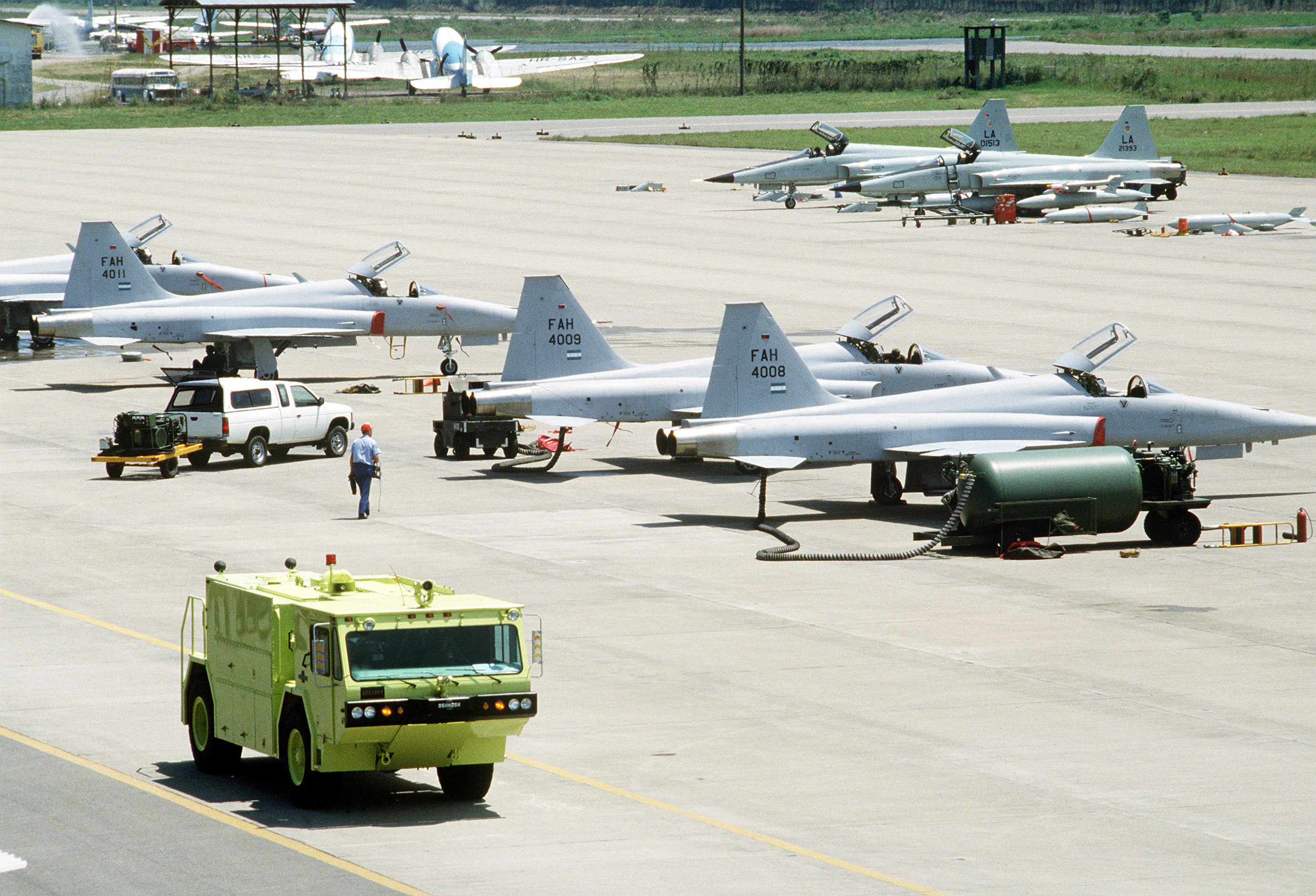
Flota de aviones caza-bombarderos F-5E Tiger II de la FAH

Durante la presión de la Guerra Fría, Honduras contaba con ayuda económica y militar proveído por los Estados Unidos de América, con el fin de evitar la ampliación del comunismo en la región, asimismo se pactó la construcción de la Base Militar Soto Cano o “Palmerola” en el departamento de Comayagua la cual servía de enlace y sede de la Fuerza Táctica Conjunto Bravo, asimismo en Olancho se construyó una pista denominada Base militar aérea El Aguacate que sirvió tanto para los rebeldes nicaragüenses contras, como para los agentes de la CIA y del Ejército de Honduras.
- El 27 de marzo de 1981 un avión de la empresa Servicios Aéreos de Honduras, S.A. SAHSA modelo Boeing 737-200 fue secuestrado por terroristas que exigían la liberación de presos políticos, los secuestradores se rindieron dos días después en Panamá, no hubo víctimas del atentado.

En 1985 se ordenó el despegué de un avión Lockheed C-130 Hércules registrado en la FAH, el cual transportaba material humanitario, plasma y agua, con destino a México, tras el fatídico Terremoto de México de 1985 ocurrido un 19 de septiembre de ese año.
En 2003, un Boeing de la desaparecida empresa SAHSA, fue donado a la British Columbia Institute of Technology de Canadá y actualmente se encuentra en exhibición en un museo en Vancouver.

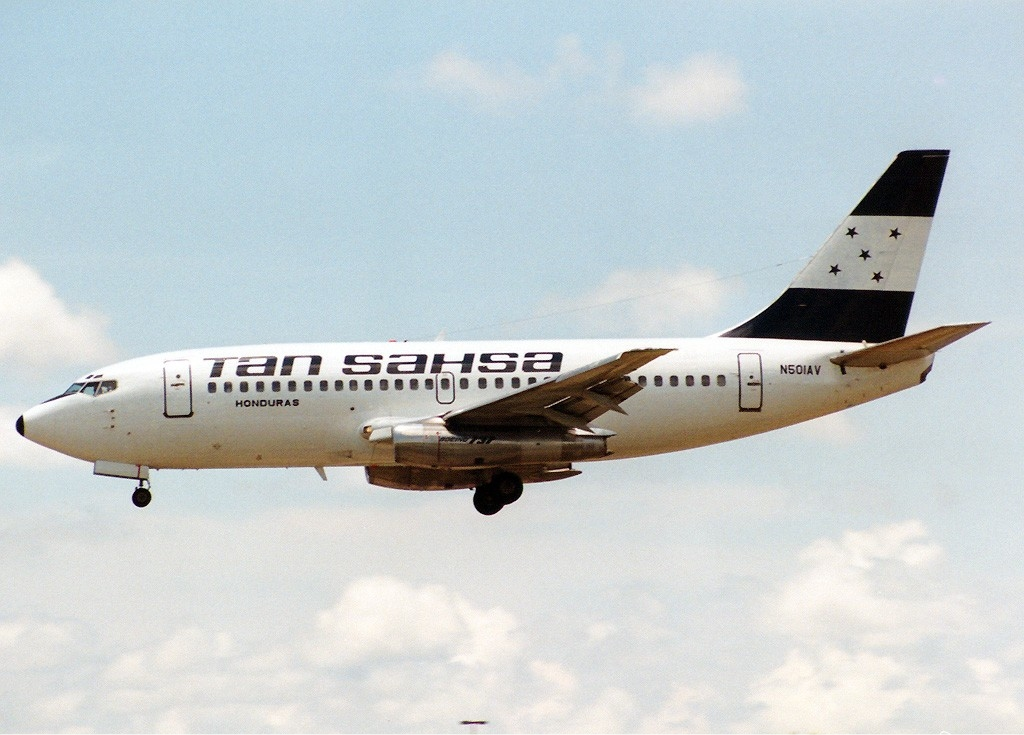
Avión bandera nacional de la empresa SAHSA, Honduras

## Mujeres aviadoras
Como parte de la modernización de la rama armada de la Fuerza Aérea, en Honduras son aceptadas las primeras mujeres dentro de un complejo militar para ser aviadoras y pilotos militares; una fecha significativa para la aviación en Honduras es el 3 de diciembre de 1999, donde se gradúan las primeras mujeres Pilotos Aviadores Militares de la (A.M.A.) Academia Militar de Aviación de Honduras Capitán Raúl Roberto Barahona Lagos de la Fuerza Aérea Hondureña, y de toda Latinoamérica. Las cadetes de Vuelo son: Doris Xiomara Andrade Álvarez, Dulce María Vásquez Amador, Gloria Alicia Torres Muñoz (panameña) y Merlyn Jessenia Maradiaga Castro. El 2 de diciembre de 2000, la Academia Militar de Aviación (A.M.A.) gradúa la segunda promoción de Pilotos Aviadores Militares femeninos: Nubbia Patricia Andrade Pazzetti (Primer lugar en vuelo de la promoción), Lilian Melissa del Carmen Linares Mendoza y Sidia Jacqueline Lara Lara.

## Helicópteros policía
La Policía Nacional de Honduras dispone de dos helicópteros denominados “Halcón 1” y “Halcón 2” para el patrullaje aéreo y lucha contra la delincuencia y el narcotráfico.

## Avión presidencial

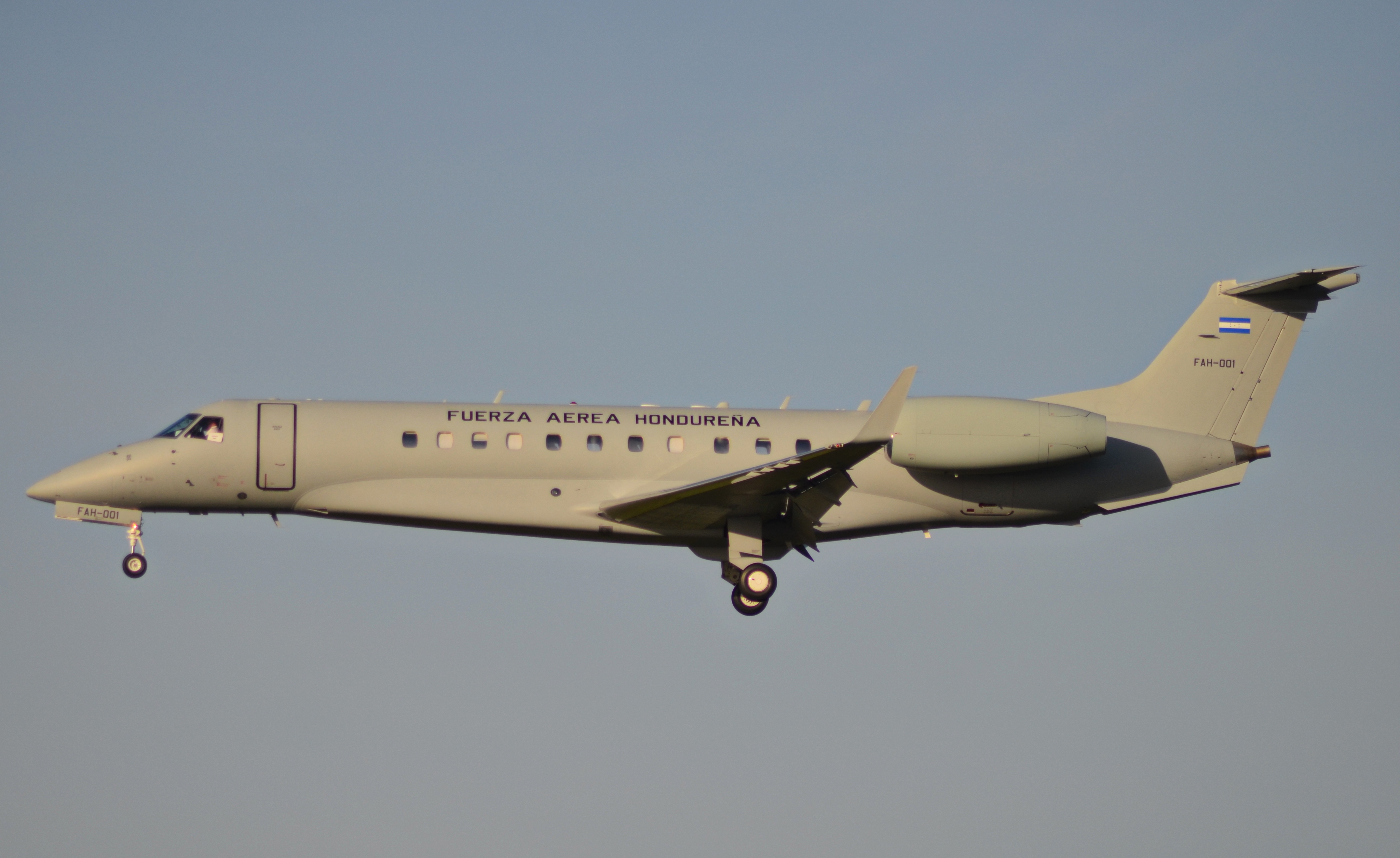
Embraer Legacy 600, avión presidencial de Honduras desde 2014.

La república de Honduras fue la primera nación de Centro América en adquirir un avión y destinarlo para ser avión presidencial, el primer avión utilizado fue un bimotor en la presidencia del doctor Ramón Villeda Morales, dicho avión fue cambiado en 1980 en el gobierno militar por un bimotor turbo hélice más grande que también fue utilizado para el transporte del presidente y de la célebre Selección Nacional de fútbol de Honduras que representó al país centroamericano en el mundial de España 82; este aparato fue desechado y se cambió el avión presidencial, a un modelo IAI Westwind de fabricación israelí, que estuvo activo hasta el mes de octubre de 2014 cuando el gobierno recibió en caliad de donación un avión modelo Embraer Legacy 600 del Gobierno de Taiwán.

## Tragedias aéreas hondureñas
En Honduras como en cualquier país del mundo han sucedido diversas catástrofes aéreas, entre las que repercuten y se mencionan los siguientes:
- El 28 de noviembre de 1944, un avión de TACA, se precipitó a tierra poco tiempo después de despegar de Toncontín, en un viaje de rutina entre Tegucigalpa y San Pedro Sula.
- El avión bimotor que durante su aproximación a la pista de Santa Rosa de Copán se excedió en velocidad y fue a estrellarse a un lugar próximo, no hubo muertes.
- El 19 de julio de 1987 desaparece avioneta HR-AKL con cuatro pilotos (Marco Tulio González Piloto de SAHSA, José Santos Galindo Jefe de Aeronáutica Civil, Marco Antonio Cuevas piloto y el Dr. Rodolfo Jiménez piloto) que se trasladaban desde Útila, Islas de la Bahía hacia la ciudad de Tegucigalpa.
- 1989, 21 de octubre, El avión Boeing 727-224, registrado como Vuelo 414 de la empresa aérea y bandera nacional SAHSA y Transportes Aéreos Nacionales[13] (TAN) en la ciudad capital Tegucigalpa, M.D.C.
- En la década de los noventa, un avión de la Fuerza Aérea Hondureña se precipita a tierra y cae en las cercanías de la zona montañosa y boscosa de Atlántida, los dos tripulantes son encontrados por miembros de las fuerzas especiales y los restos del aparato.
- Siempre en los noventa, cae en el Mar Caribe un helicóptero civil que transporta al presidente de la Corte Suprema de Justicia, los restos no fueron encontrados.
- En el mes de noviembre de 1998 durante la catástrofe del Huracán Mitch cae a tierra el helicóptero civil que transporta al alcalde de la capital Tegucigalpa, doctor César Castellanos Madrid, quien fallece en el siniestro junto al piloto y dos personas más.
- 2008, el 30 de mayo, se accidenta en las colindancias con Tegucigalpa, M.D.C. un avión de transporte Boeing con registro de Vuelo 390 de TACA (Transportes Aéreos del Continente Americano), fallecen los pilotos y buen número de pasajeros.
- 2011, el 14 de febrero, el avión Let L-410 Turbolet de Central American Airways con registro HR-AUQ y registro de Vuelo 731 de Central American Airways.

## Algunos aviadores hondureños famosos
- Cresencio Gómez: primer piloto hondureño en obtener una licencia de piloto en el año de 1912 en los EE. UU.
- Lisandro Garay, nacido en la localidad de San Sebastián, Comayagua un 5 de julio de 1889, hijo que fue del matrimonio compuesto por Antonio Ramón Garay nativo de Tegucigalpa y Francisca Mejía originaria de San Sebastián. Garay en 1920 viajó a los Estados Unidos de América y se radica en la ciudad de Nueva York donde ingresó a la Escuela de Aviación de la policía de esa metrópoli. La escuela durante los estudios de Garay es transferida a la Armada estadounidense lo que causó que Garay recibiese entrenamiento militar y de maniobras para búsqueda y hacer frente a aparatos submarinos y a pequeños barcos, Garay fue el primer hondureño en formar parte de la tripulación de un sumergible y además de pilotar aeronaves militares y aviones anfibios novedad en esos años.
- José Rafael Aguilar. Capitán de aviación y uno de los fundadores del “Correo Nacional de Honduras”. Rafael Aguilar nació en Juticalpa, departamento de Olancho en diciembre de 1901. En 1906 se trasladó junto a su madre la señora Dolores Artiles, a la ciudad de La Ceiba donde estudiaría primaria y secundaria. En 1918 viaja a la ciudad de León en la república de Nicaragua donde realiza estudios de mecánica y electricidad regresando a su natal Juticalpa en el año 1922, después de la primera guerra civil, en Juticalpa fue contratado para el mantenimiento de la planta generadora de luz eléctrica de la ciudad. Seguidamente en 1925 una vez presidente el doctor Vicente Mejía Colindres, se le ofrece una plaza de trabajo en la Casa Presidencial de Honduras en Tegucigalpa, en el área de mantenimiento y mientras se desempeña en ese puesto, logra una beca de estudios aeronáuticos ofrecida por la Cámara de Comercio de la ciudad de Tampa en Florida, trasladándose a aquel lugar en 1929 y se gradúa un año después, retornando al país siendo nombrado “piloto gubernamental”. Aguilar realizó los primeros vuelos dentro del territorio nacional con el avión “Stinson” bautizado “Honduras”. Seguidamente se inicia con la organización del correo nacional de Honduras que hasta estas fechas funciona y después realiza los primeros vuelos internacionales con un avión hondureño. En el año de 1932, Aguilar es detenido por las autoridades de Guatemala por aterrizar en aquel país sin permiso, el avión “Honduras” en el que se trasladó allá fue confiscado por ese gobierno; Aguilar había salido de Honduras como muchos liberales, debido a las tensiones que provocó la Tercera guerra civil de Honduras o “Revolución de los Traidores”.
- Luis Alonso Fiallos, Capitán de aviación. Fue el primer Comandante de la Fuerza Aérea Hondureña. Fiallos nació en Comayagua un 22 de febrero de 1908. Fiallos se trasladaría a los Estados Unidos de América a residir y estudiar, el 1 de agosto de 1930 recibe el Diploma de la “Escuela de Automóviles” de la Compañía de mantenimiento e ingeniería de Automóviles de la ciudad de Los Ángeles, California. En 1935 Fiallos presta sus servicios como piloto aviador en la “Escuela Militar de Aviación” (E.M.A.) hoy “Academia Militar de Aviación” (A.M.A.) de la Fuerza Aérea Hondureña. En 1937 es nombrado mediante Acuerdo EMH n.º 462 como “Inspector de Aviones Comerciales y Militares” donde el capitán Fiallos participa en el desarrollo de la aviación civil y comercial nacional. Fiallos a principios de la década de los años 1930 fue socio de la Compañía Aérea Nacional con sede en la ciudad de La Ceiba, empresa que terminó de operar al incendiarse el único avión con el cual operaban. Fiallos tiene el récord de ser el primer centroamericano en realizar un vuelo desde la ciudad de San Diego en el estado de California, EE. UU. Hasta la ciudad de La Ceiba en Honduras, en el avión “TINCUTE”, fue el primer y único aviador de nacionalidad hondureña que voló para la compañía Transportes Aéreos de Centro América TACA.
- Elizabeth Handal. Capitán de aviación. Fue la primera mujer piloto de Honduras, Handal fue formada en aviación en la república de El Salvador.
- Oswaldo López Arellano General de aviación. Llegó a ser presidente de la nación en dos ocasiones mediante golpe de Estado, en su mandato se trajeron los primeros jets de combate a Honduras y Centroamérica, los F-86K en 1970.[14]
- Walter López Reyes, General de aviación, llegó a ser Comandante en Jefe de las Fuerzas Armadas de Honduras y Primer designado de la república de Honduras.
- Fernando Soto Henríquez, (1935-2006)Coronel de aviación, declarado Héroe Nacional en 2003 en defensa de la soberanía del país en la Guerra del Fútbol
- Francisco Zepeda Andino, Coronel de aviación, fue el primer hondureño en romper la "barrera del sonido" en 1976 en un Cl-13 MvIV (F-86E).
- Héctor Caraccioli Moncada fue el primer hondureño en realizar un salto de emergencia en paracaídas volando un Boeing 40B en el Valle de Lepaguare, departamento de Olancho el 25 de enero de 1945.